# Tola (Juez de Israel)
Tola (en hebreo: תּוֹלָע‎ Tôlāʻ "gusano" o "larva") de la tribu de Isacar, fue uno de los Jueces de Israel, que juzgó 23 años (presumiblemente entre 1149 y 1129 a. C.)
De acuerdo a las escrituras (prueba historia gramatical) texto bíblico, Tola, hijo de Púa y nieto de Dodó, sucedió a Abimelec como juez de Israel, y se levantó para liberar a la tierra de los israelitas. Habitó en Samir, en la región montañosa de Efraín, donde murió y fue sepultado, siendo sucedido por Jaír de Galaad.
| Predecesor: Abimelec | Juez de Israel | Sucesor: Jaír |